# Lampzinspolder
De Lampzinspolder is een polder ten noorden van Nieuwvliet, behorend tot de Catspolders.
De polder werd in 1530 ingedijkt door Jan Adornes. De slechts 11 ha metende polder wordt tegenwoordig vrijwel geheel omringd door grootschalige vakantiedorpen en campings.
De polder wordt omringd door de Nooddijk, de Lampsinsdijk en de Sint Bavodijk.